# Đurđevdan
Đurđevdan (serbo Ђурђевдан, "giorno di Giorgio", talvolta trascritto anche come Djurdjevdan) è una festività religiosa ortodossa serba, celebrata il 23 aprile del calendario giuliano, corrispondente al 6 maggio del calendario gregoriano. Si tratta di una Slava (celebrazione di un Santo patrono) in onore di San Giorgio (in serbo Свети Ђорђе, Sveti Đorđe), uno dei santi maggiormente venerati dalla Chiesa Ortodossa. Dato il periodo dell'anno in cui cade, inoltre, è tradizionalmente considerata una festa per l'inizio della primavera.
Il Đurđevdan viene osservato dai Serbi della diaspora in tutto il mondo, ma le celebrazioni maggiori hanno luogo nella Repubblica Serba e in Montenegro. Viene anche festeggiata presso i Gorani nel sud del Kosovo, pur essendo questa un'etnia di religione musulmana.
Inoltre, è una festa molto sentita presso i Rom balcanici, a prescindere dalla fede religiosa. In lingua romaní prende il nome di Ederlezi. Presso i Rom iugoslavi la festa viene salutata come l'inizio della primavera piuttosto che come una celebrazione religiosa. Nella loro tradizione, i festeggiamenti comprendono il decorare le case con fiori e rami coperti di boccioli, in onore della bella stagione; è inoltre una tradizione comune quella di arrostire un agnello per consumarlo la sera della festa. Anche la musica è un importante elemento delle festività; una nota canzone popolare romanì dedicata all'evento è intitolata appunto Ederlezi, ed è stata resa celebre dal musicista Goran Bregović.
In Croazia esiste una versione cattolica della festa, chiamata Jurjevo (Đurđevo) e osservata il 23 aprile del calendario gregoriano. La tradizione è maggiormente sentita nel nord del paese, nella Regione di Zagabria, ed è anche qui vista come un saluto alla primavera. I festeggiamenti includono l'accensione di falò.
In Catalogna esiste la leggenda di San Giorgio (In Catalano: Sant Jordi). La versione catalana della leggenda di Sant Jordi dice che dopo un combattimento feroce tra il cavaliere e il drago, la bestia è caduta attraversata dalla spada di ferro e dal sangue del drago caduto a terra è nato un roseto che fioriva ogni mese di aprile. Questa è la spiegazione che la tradizione orale ci dona all'usanza di regalare rose per la
giornata di Sant Jordi, il 23 aprile.